# واستا دپرتریسووا
واستا دپرتریسووا (انگلیسی: Vlasta Depetrisová؛ ۱۹۲۰ – ۲۰۰۳) یک بازیکن تنیس روی میز اهل چکسلواکی بود. 
وی در مسابقات کشوری و بین‌المللی در مجموع برنده ۴ مدال طلا، ۵ مدال نقره، ۵ مدال برنز شده‌است.